# توماس راولاندسون
توماس راولندسون (بالإنجليزية: Thomas Rowlandson) وهو فنان ورسام كاريكاتير إنجليزي ولد في يوم 13 يوليو 1756 في مدينة لندن في إنجلترا وتوفي في يوم 21 أبريل 1827.

## روابط خارجية
- توماس راولاندسون على موقع الموسوعة البريطانية (الإنجليزية)
- توماس راولاندسون على موقع ميوزك برينز (الإنجليزية)
- توماس راولاندسون على موقع إن إن دي بي (الإنجليزية)
- توماس راولاندسون على موقع ديسكوغز (الإنجليزية)